# Бакіра Хасечич
Бакіра Хасечич — боснійська правозахисниця, яка виступає за права жінок, зґвалтованих під час боснійської війни.

## Раннє життя
Бакіра Хасечич народилась у боснійській родині у Вишеградіі, місті в Боснії та Герцеговині, поруч із кордоном із Сербією. Після початку боснійської війни артилерійські обстріли міста призвели до того, що воно потрапило під контроль Югославської народної армії. Місцеві сербські лідери створили сербський муніципалітет Вишеград та розпочали програму етнічних чисток, проведену солдатами боснійських сербів з армії Республіки Сербської на додаток до « Білих орлів», воєнізованої групи під керівництвом Мілана Лукича. У Вільно-Власі було створено табір для ув'язнення, який, як повідомляється у звіті Слідчої комісії Організації Об'єднаних Націй за 1994 рік, був місцем масового зґвалтування. У цей період Хасечич кілька разів зґвалтували. Її сестра померла у Вільному Власі; з приблизно 200 жінок, ув'язнених там, менше 10 пережили інтернування.

## Правозахисна активність
Хасечич працює президентом Асоціації жінок-жертв війни, що базується в Сараєво. Організація проводить кампанії за права жінок-жертв злочинів під час війни в Боснії, включаючи отримання фінансової та психологічної допомоги, а також збір доказів та інформації про військових злочинців, які переховуються в Республіці Сербській, з метою забезпечення кримінального переслідування. Робота Хасечич привела до певного успіху. Асоціація жінок-жертв війни відіграла роль у 29 військових злочинцях, яким було пред'явлено звинувачення в Міжнародному кримінальному трибуналі по колишній Югославії (МТБЮ) та понад 70 в боснійських судах.
На міжнародному рівні Хасечич співпрацювала з міжнародними організаціями, включаючи Amnesty International та Human Rights Watch, домагаючись справедливості для жінок-жертв боснійської війни, а також неодноразово давала свідчення в МТБЮ. Найвидатніша агітаційна кампанія Хасечич включала заклик до додавання звинувачень у зґвалтуванні до обвинувачення проти Мілана та Средоє Лукичів у МТБЮ; у той час головний прокурор Карла дель Понте заявляла, що їм не вистачало доказів для включення цих звинувачень через відсутність свідків, які висувались до винесення обвинувального висновку, що Хасечич заперечувала. Стратегія ООН щодо завершення роботи Трибуналу забороняла прокурорам пред'являти додаткові звинувачення або вносити зміни до існуючих, якщо справа не передана іншому суду. Дель Понте запропонувала справу передати до Палати військових злочинів у Сараєво, а Хасечич та жінкам-жертвам війни співпрацювати з державними прокурорами там, щоб внести зміни до обвинувальних актів проти двоюрідних братів Лукичів. Зрештою, справа Лукича розглядалася в МТБЮ в 2008 році; несвоєчасне клопотання обвинувачення про додавання до звинувачення зґвалтування та сексуального рабства у Вишеграді було відхилено через те, що це ущемляє право обвинуваченого мати достатньо часу на розумний захист. Зрештою обох чоловіків визнали винними у військових злочинах.
Раніше Хасечич виступала за повернення мусульман до Вишеграда, але в 2005 році заявила, що змирилася з тим, що «повернення не вдалося, оскільки військові злочинці продовжують там вільно жити».

## Медіа та визнання
Хасечич брала участь у документальних програмах, створених Бі-Бі-Сі та «Аль-Джазіра».
У 2018 році Хасечич отримала почесну ступінь в Університеті Глазго-Каледонія за її роботу в якості захисника прав людини для жертв сексуального насильства.